# خوزه کارلوس (بازیکن فوتبال، زاده ۱۹۸۷)
خوزه کارلوس (انگلیسی: José Carlos؛ زادهٔ ۱۷ ژوئیهٔ ۱۹۸۷) بازیکن فوتبال اهل اسپانیا است.
از باشگاه‌هایی که در آن بازی کرده‌است می‌توان به باشگاه فوتبال سویا، باشگاه فوتبال کوردوبا، باشگاه فوتبال رایو وایکانو، و باشگاه فوتبال آ. ا. ک آتن اشاره کرد.